# Honoré-Gabriel Riqueti de Mirabeau
Honoré-Gabriel Riqueti de Mirabeau (Bignon, 9. ožujka 1749. – Pariz, 2. travnja 1791.), francuski političar i publicist. Najstariji sin markiza Victora Riquetija. Već je s osamnaest godina stupio u vojnu službu, koju je morao napustiti 1769. Proputovao mnoge europske zemlje. Zbog svojih stalnih uhićenja i zatvaranja bio je izbačen iz obitelji. Počeo je pisati eseje u vezi s politikom. Godine 1789., tijekom Generalnih staleža u Francuskoj, bio je izabran za predstavnika trećeg staleža. Bio je odličan i vrstan govornik; stekao veliku popularnost. Jedan od autora dokumenta Deklaracija o pravima čovjeka i građanina. Godine 1790. postaje predsjednikom jakobinskog kluba, a godinu poslije i predsjednikom Narodne skupštine. Zalagao se da kralj ostane na prijestolju, ali da ima ograničenu vlast. Zbog toga je često dolazio u sukob s jakobincima, koji su zahtijevali da se ukine monarhija i pogubi kralj. Mirabeau je postao jedan od najznačajnijih predstavnika trećeg staleža tog vremena. Umro je iznenada. Pokopan je u Panthéonu. No kad su otkrili njegova pisma u dvorcu Tuileries, dokazali su da je održavao vezu s kraljem i dvorom, pa su 1794. premjestili njegove posmrtne ostatke.

## Djela
- "Esej o despotizmu"
- "O nalozima za uhićenje i o državnim tamnicama"
- "O pruskoj monarhiji za vrijeme Fridrika Velikog"
- "Tajna povijest berlinskog dvora"